# احمد الصغیر
‎احمد الصغیر (عربی: احمد محي الدين الصغير؛ زادهٔ ۲ ژانویهٔ ۱۹۳۷) بازیکن فوتبال اهل تونس است.
از باشگاه‌هایی که در آن بازی کرده‌است می‌توان به اشاره کرد.
وی همچنین در تیم ملی فوتبال تونس بازی کرده‌است.